# 3933 Португалія
3933 Португа́лія (3933 Portugal) — астероїд головного поясу, відкритий 12 березня 1986 року.
Тіссеранів параметр щодо Юпітера — 3,175.